# Ceboruco
El Ceboruco és un estratovolcà de l'Eix Volcànic Transversal, situat a l'extrem oest d'aquesta serralada, a l'estat de Nayarit (Mèxic). El cim es troba a 2.280 msnm.
L'erupció més gran, l'erupció pliniana de Jala va tenir lloc al voltant de l'any 930 dC ±200, VEI  6, que alliberà 11 quilòmetres cúbics de tefra. L'erupció més recent i millor documentada va durar entre 1870 i 1875, amb una activitat fumaròlica que va durar fins ben entrat el segle XX. La muntanya compta amb una gran caldera, creada durant l'erupció de Jala, amb un cràter més petit a l'interior que es va formar quan el dom de lava de Dos Equis es va esfondrar durant l'erupció de Coapales al voltant de l'any 1100 dC. Dins d'aquests dos cràters hi ha dipòsits d'escòria, doms de lava i roques piroclàstiques o cons d'escòria.
Les colades de lava conservades al voltant del volcà mostren un registre de les recents erupcions. Durant els cinc-cents anys posteriors a l'erupció de Jala, el volcà va estar en el seu moment més actiu, deixant el registre de sis grans colades de lava: Copales, El Cajón, Coapan I, Coapan II, El Norte i Ceboruco, totes abans de l'arribada dels espanyols el 1521. El volcà va romandre actiu fins a la següent gran erupció el 1870, però el vulcanisme estava, majoritàriament limitat a les calderes.